# قصاقيص العشاق (فلم)
قصاقيص العشاق فيلم مصري من إنتاج عام 2003.

## قصة الفيلم
ناهد عفيفي راقصة مشهورة، تعاني من أزمة ترتبط بمهنتها، وتفتقد علاقات حب متوازنة، فتسعى لإقامة عشرات العلاقات العابرة، وفي نهاية كل علاقة تحصل على قصاصة من ملابس الرجل الذي كان معها لتصنيع مفرش من هذه القصاصات. تذهب إلى مدينة الغردقة، وتلتقى هناك مصطفى رجل الأعمال والذي يدعي أنه من دولة عربية مصطحبا معه زوجته الفتاة الشابة رشا، وتعرف ناهد أن هذه الفتاة هي زوجة مصطفى، تفلح ناهد في جذب مصطفى لها، وتحصل على قصاصة من ملابسه، وتقع في حبه رغم زواجه، يحاول أبناء مصطفى إبعاده عن ناهد، لكنه يتصدى لهم، ثم يطلق زوجته، في القاهرة يذهب مصطفى للقاء ناهد يفاجأ بالمفرش المكون من قصاصات ملابس الرجال، فيشعل النار في المفرش، ويأخذ ناهد بين أحضانه.

## بطولة
- نبيلة عبيد
- حسين فهمي
- ياسر جلال
- دنيا عبد العزيز
- وحيد سيف
- سناء يونس
- نشوى مصطفى
- ناجي سعد
- أحمد عقل

## روابط خارجية
- مقالات تستعمل روابط فنية بلا صلة مع ويكي بيانات